# Park Taoro
Park Taoro, španělsky Parque de Taoro, je městský park na kopci Taoro v horní části města Puerto de la Cruz v comarce Valle de La Orotava v provincii Santa Cruz de Tenerife na ostrově Tenerife na Kanárských ostrovech ve Španělsku.

## Historie a popis
Park Taoro, který má plochu cca 0,1 km2, patří mezi nejznámější parky ve městě. Nabízí nádherný panoramatický výhled na město Puerto de la Cruz a Atlantský oceán. Je tvořen terasami, zahradami, botanickými zahradami, promenádami, vyhlídkami, fontánami, jezírky, vodopády atp. Nachází se zde také dětské hřiště, restaurace, bar a terasa. Skládá ze tří hlavních částí: La Atalaya, Camino de La Sortija a zahrady Taoro. V La Atalaya se nachází vyhlídka Mirador Dulce María Loynaz s bronzovou bustou kubánské spisovatelky Dulce María Loynaz (1902–1997). Oblast La Sortija je velmi oblíbená u sportovců, kteří sem chodí trénovat. V parku je také historicky cenný hotel Gran Hotel Taoro z roku 1890, ve kterém pobývala řada známých osobností (např. Agatha Christie), a anglikánský kostel.

## Další informace
Park je celoročně volně přístupný. V horní části parku je také zřízena cyklostezka.

## Galerie

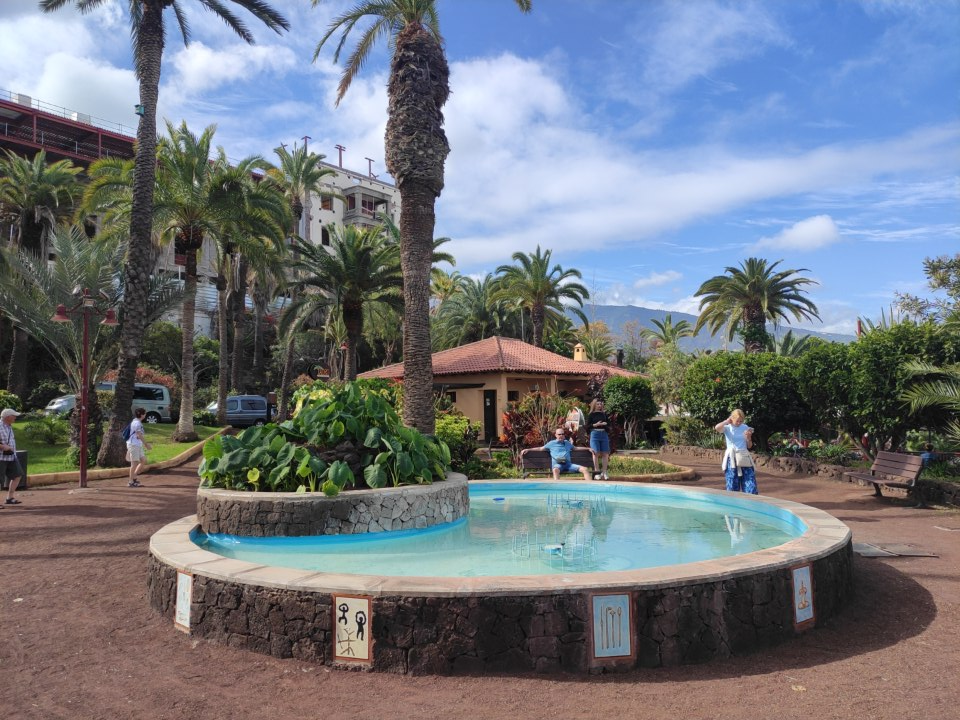
Kašna u vyhlídky v horní části parku
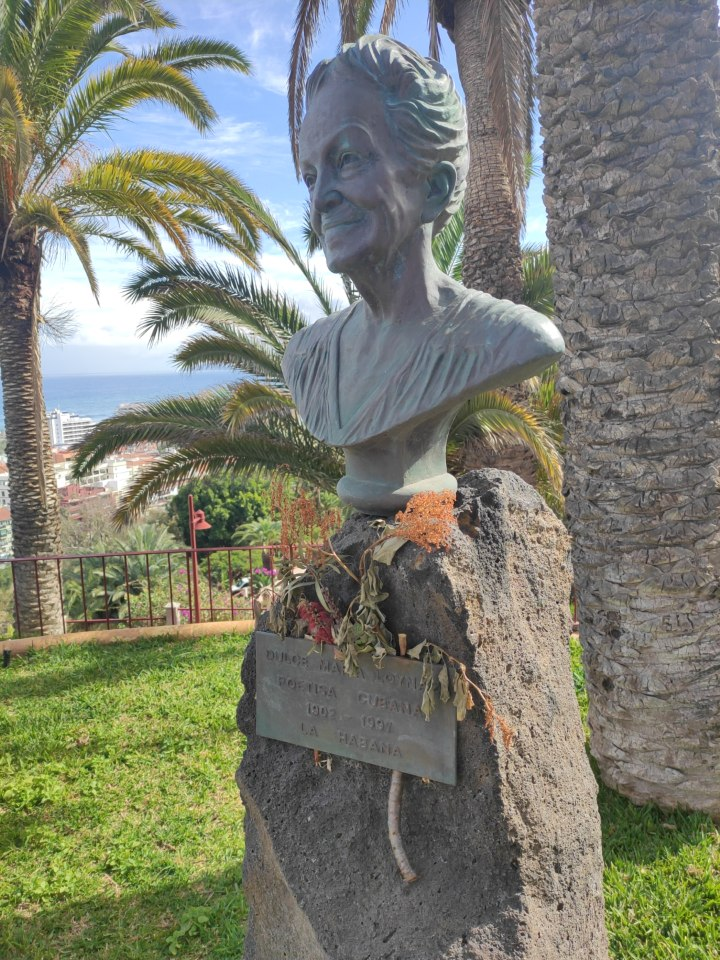
Busta kubánské spisovatelky Dulce María Loynaz
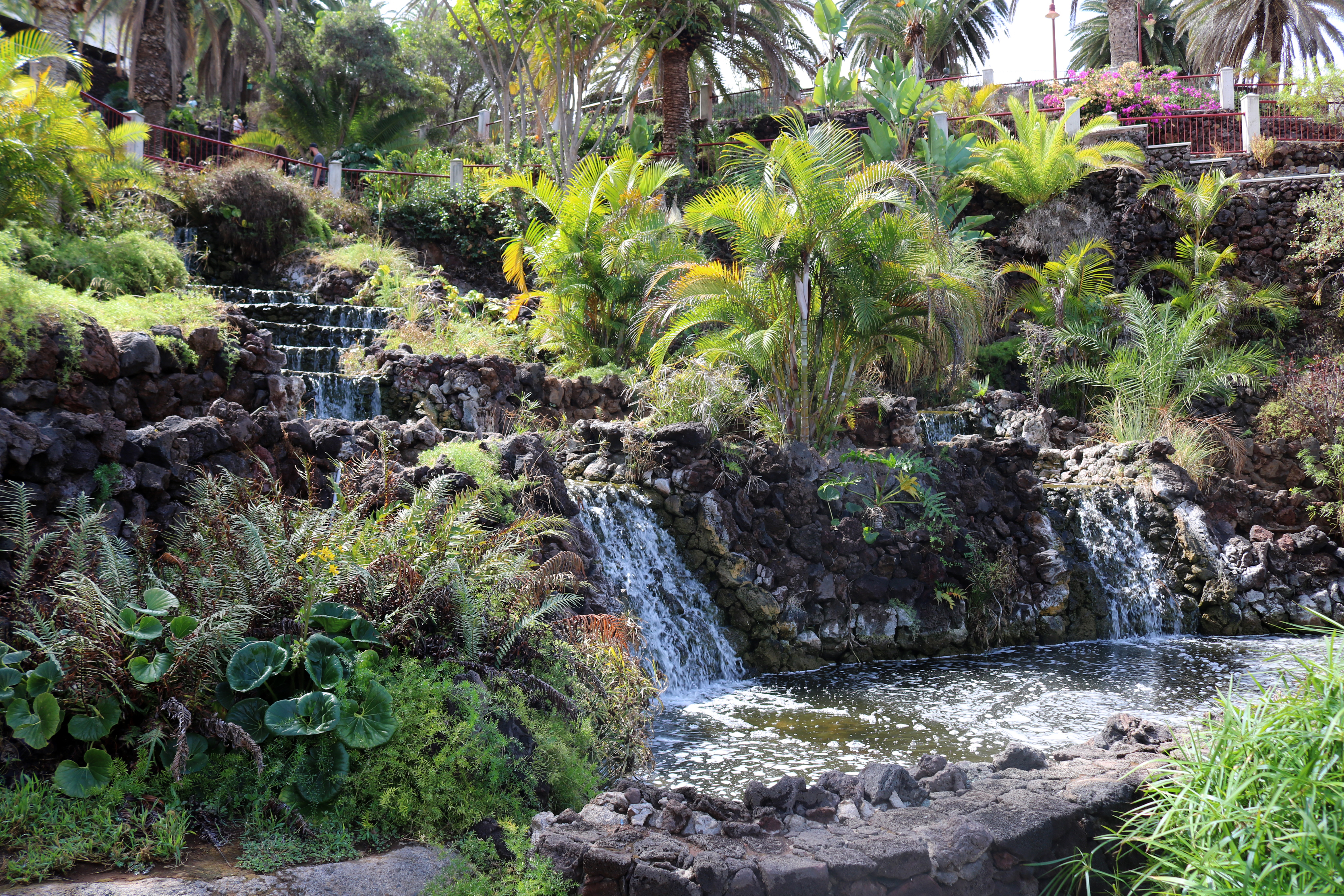
Vodopád
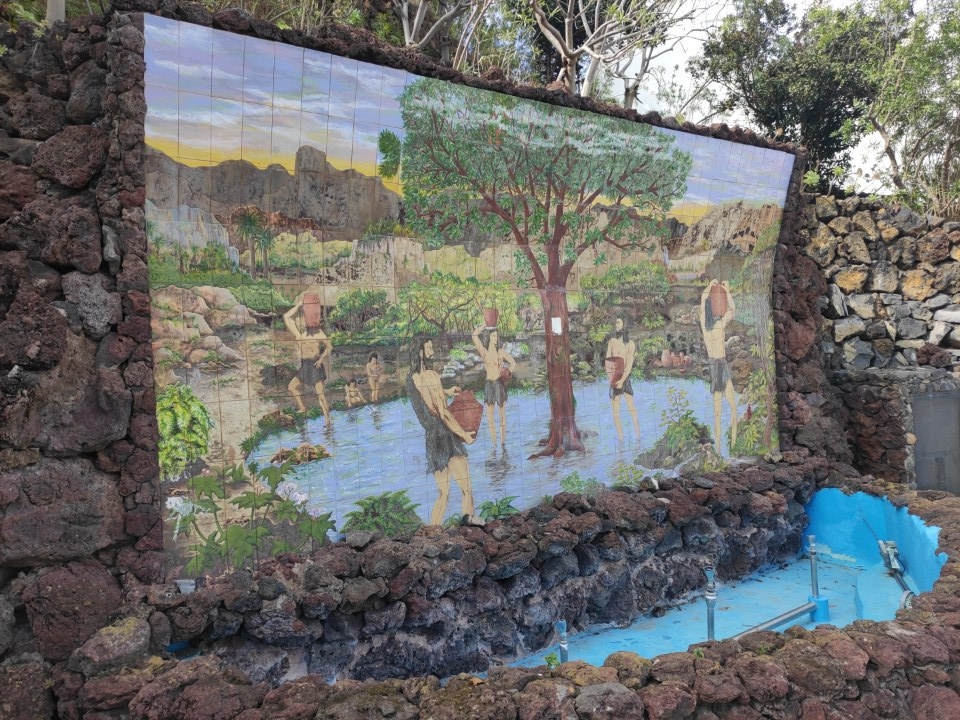
Umělecké dílo z kachliček ztvárňující původní pbyvatele
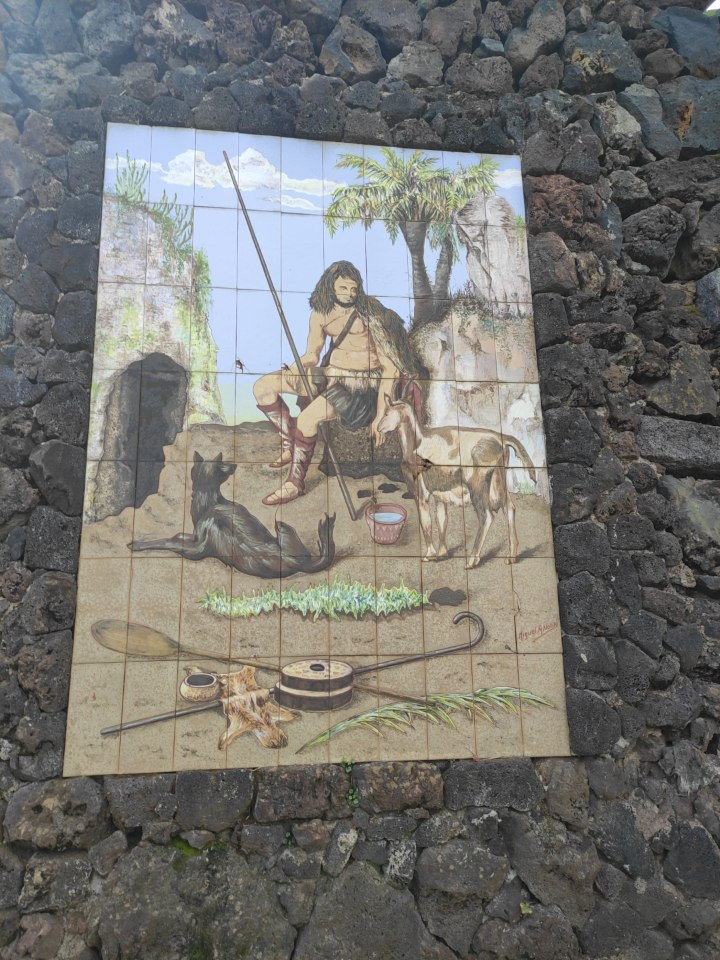
Umělecké dílo z kachliček ztvárňující původní pbyvatele
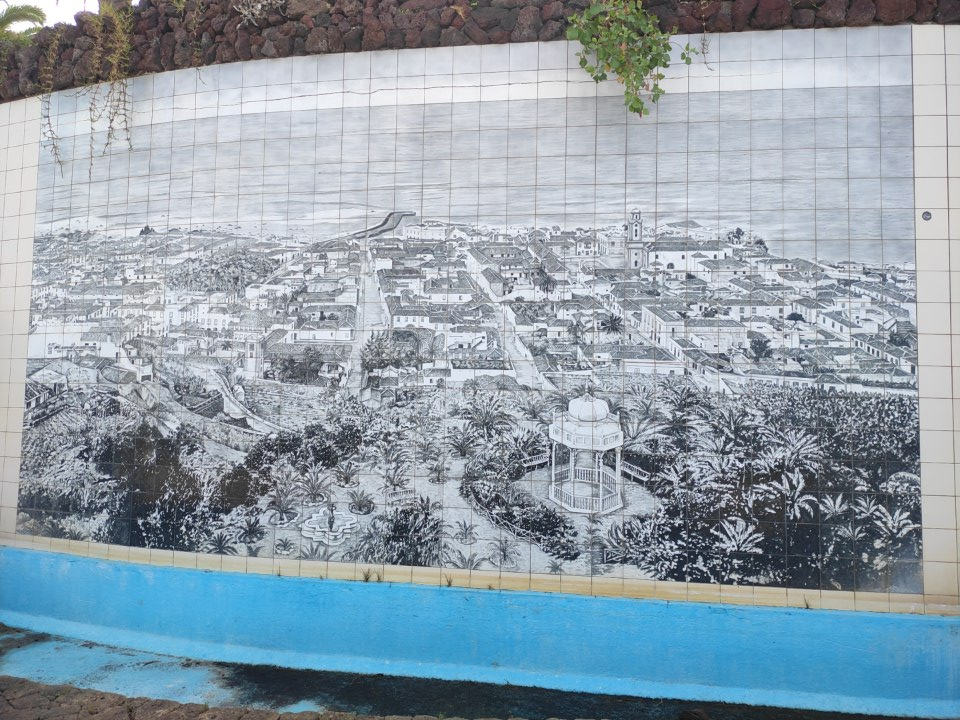
Kachličky s historickým výhledem
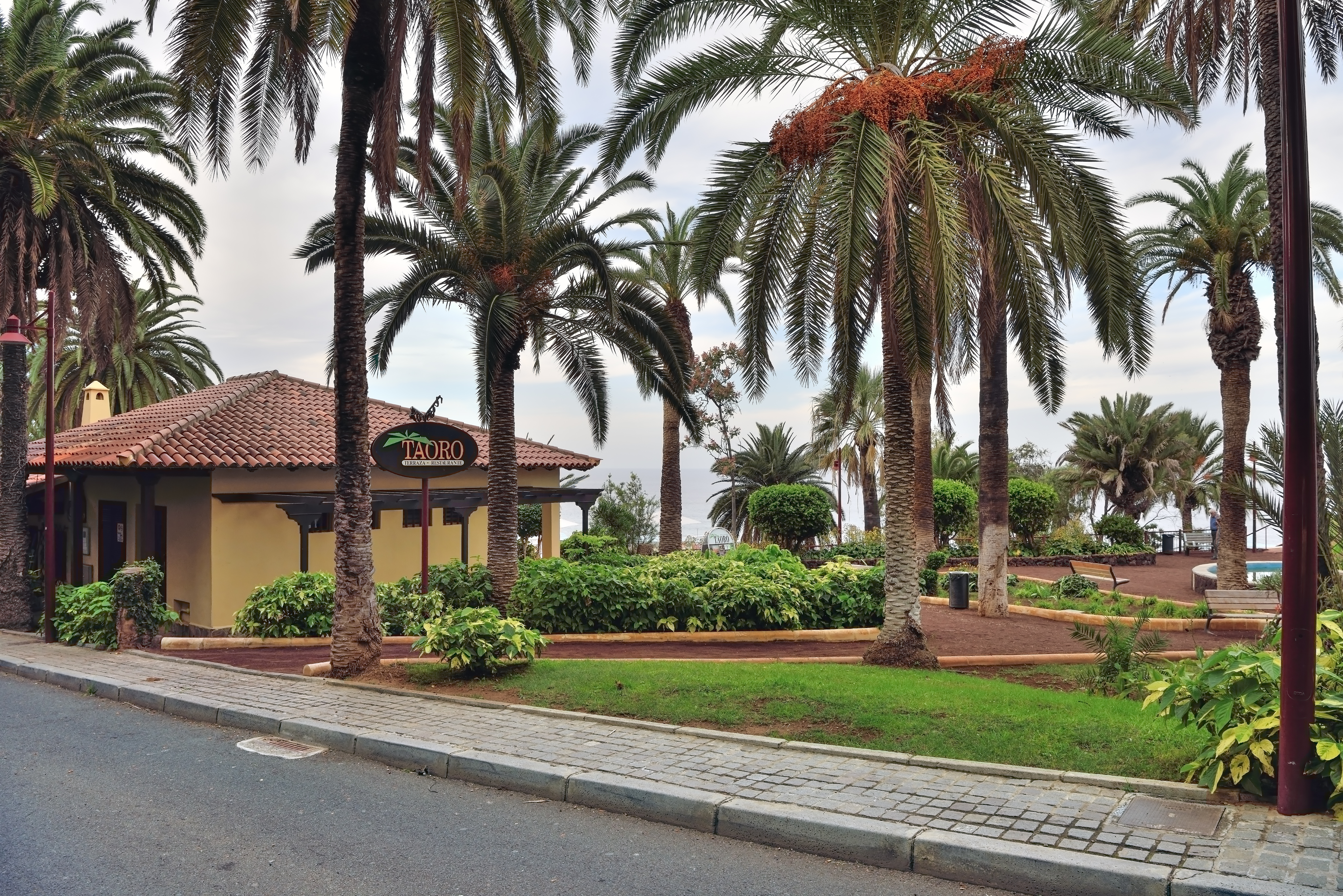
Restaurace na vrcholu parku
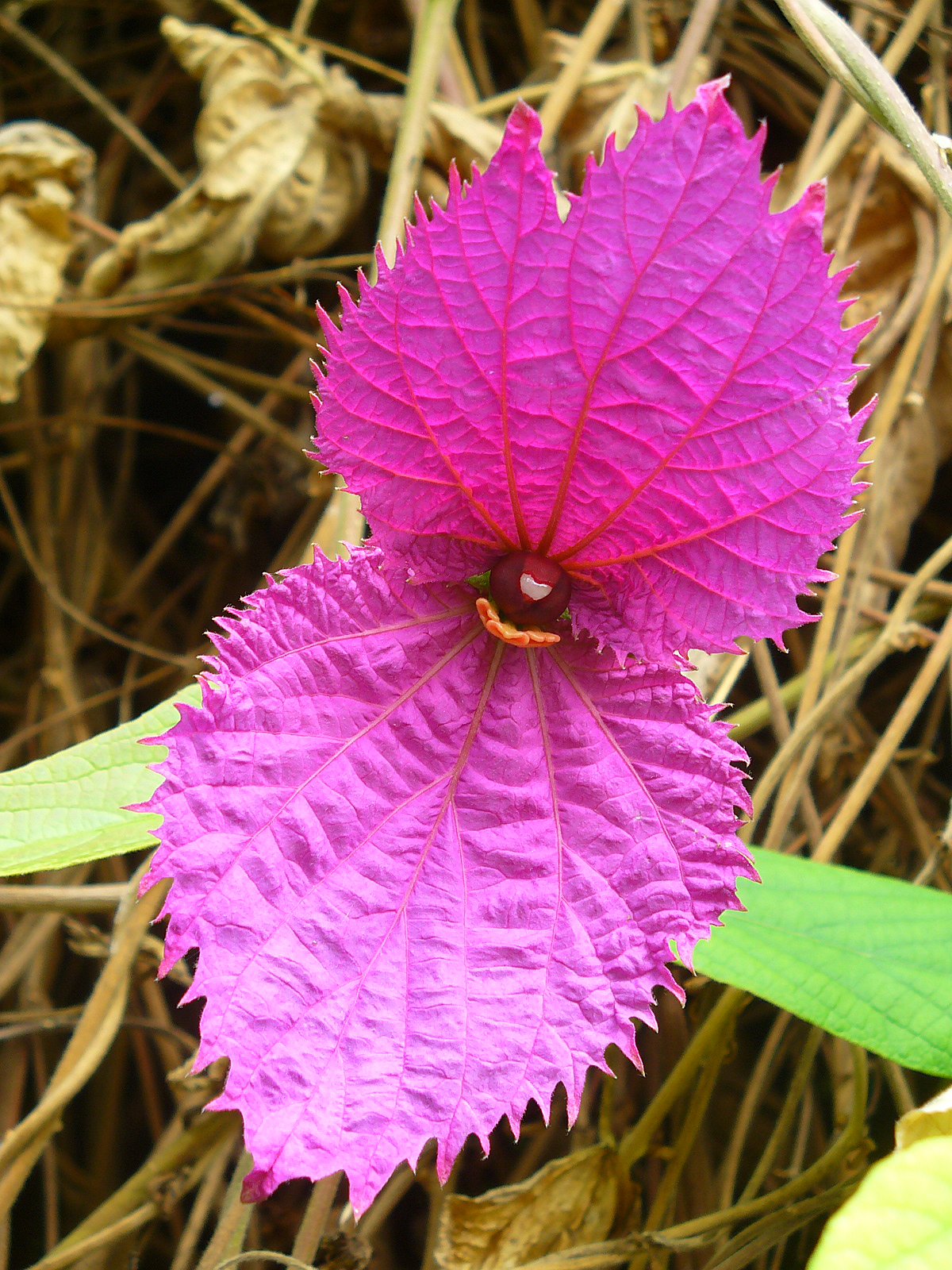
Dalechampia aristolochiifolia rostoucí v parku